# Харман, Дильшат Догановна
Дильшат Догановна Харман (р. 1978, Москва) — российский искусствовед, переводчица.
Специалист по европейскому искусству Средних веков и Нового времени. Научные интересы: маргинальные образы в романских храмах, гендер и сексуальность в раннесредневековом искусстве, антииудейская иконография в средневековой Европе, средневековая еврейская миниатюра.
Кандидат искусствоведения, старший научный сотрудник Центра визуальных исследований Средневековья и Нового времени РГГУ.
Закончила Московскую государственную художественно-промышленную академию им. С. Г. Строганова (2000). В 2004 году защитила там же кандидатскую диссертацию на тему «Творчество Мориса Дени в контексте духовных исканий европейского общества конца XIX — начала XX вв.» В 1998—1999 годы училась во Французском университетском коллеже при МГУ им. М. В. Ломоносова, в 2000—2003 годы — в Институте св. Фомы в Москве (религиоведение). В 2004—2013 годы преподавала в Институте св. Фомы («Христианская археология», «Эстетические проблемы в религиоведении»).
Лауреат премии «Просветитель-2018» за книгу «Страдающее Средневековье» (2018, совместно с соавторами С. О. Зотовым и М. Р. Майзульсом).
Автор и редактор многочисленных электронных изданий (в том числе «Средневековая архитектура Франции», «Иерусалим: исторический путеводитель», «Советская Москва: от утопии к империи» и др.).

## Награды
- 2018 — Премия «Просветитель» (Гуманитарный блок, за книгу «Страдающее Средневековье»)
- Номинант (2019) — Литературная премия имени Александра Пятигорского («Страдающее Средневековье»)
- Номинант (2018) — Выбор читателей Лайвлиба (Прикладные книги, «Страдающее Средневековье»)